# Enzo Monteleone
Enzo Monteleone (nacido en Padua, Italia, 13 de abril de 1954) es un director de cine y guionista italiano. Fue el guionista de la película de Carlos Saura ¡Dispara!.

## Biografía
Enzo Monteleone realizó su primer guion en el 1986 para la coproducción ítalo-estadounidense Hotel Colonial, interpretada por Robert Duvall, John Savage, Rachel Ward y Massimo Troisi y dirigida por Cinzia TH Torrini.
Después cooperó con Gabriele Salvatores escribiendo cuatro películas: Kamikazen, con Paolo Rossi, Silvio Orlando y Claudio Bisio; Marrakech Express; Mediterráneo, que ganó un premio Óscar a la mejor película extranjera 1992, y Puerto Escondido.
Como guionista trabajó con distintos directores de la nueva generación: Mazzacurati para Il prete bello; Giuseppe Piccioni para Chiedi la luna; Alessandro D'Alatri para Americano rosso, Maurizio Sciarra para Alla rivoluzione sulla due cavalli (ganador del festival de Locarno 2001).
Enzo Monteleone ha escrito el guion de la película ¡Dispara! del director Carlos Saura, protagonizada por Antonio Banderas y Francesca Neri y presentada en el Festival de cine de Venecia en 1993.
La primera película dirigida por Monteleone era una biografía del actor Alessandro Haber llamada La vera vita di Antonio H., presentada en el Festival de Venecia y ganadora de un premio Nastro d'argento.
Ormai è fatta! (1999) fue la segunda película dirigida por Monteleone, con el actor Stefano Accorsi.
El Alamein - La linea del fuoco era una película sobre la Segunda Guerra Mundial realizada en el 2002. Ganó tres premios David di Donatello.
En el 2004 realizó una telepelícula para el programa Canale 5 llamado Il tunnel della libertà (El túnel de la libertad) con Kim Rossi Stuart. Siempre para Canale 5 realizó en el 2007 una miniserie llamada Il Capo dei Capi. 
En el 2009 realizó la adaptación de la comedia Due partite escrita por Cristina Comencini, con Margherita Buy, Isabella Ferrari, Paola Cortellesi y Marina Massironi.
En el verano de 2011 Enzo Monteleone realizó para el programa Rai Uno la telepelícula en dos episodios Walter Chiari - Fino all'ultima risata, protagonizada por Alessio Boni y que cuenta la vida aventurera del actor italiano Walter Chiari.

## Premios

### Festival de Locarno
- 2001: Pardo d'Oro a la mejor película - Alla rivoluzione sulla due cavalli

### Premio Fice
- 1994: premio a la mejor dirección - La vera vita di Antonio H.

### Premio De Sica
- 2002: premio a la mejor dirección - El Alamein - La linea del fuoco

## Filmografía

### Guionista
- Hotel Colonial, dirigida por Cinzia TH Torrini (1986)
- Kamikazen, dirigida por Gabriele Salvatores (1987)
- Marrakech Express, dirigida por Gabriele Salvatores (1988)
- Il prete bello, dirigida por Carlo Mazzacurati (1989)
- La cattedra, dirigida por Michele Sordillo (1990)
- Mediterráneo, dirigida por Gabriele Salvatores (1991)
- Chiedi la luna, dirigida por Giuseppe Piccioni (1991)
- Americano rosso, dirigida por Alessandro D'Alatri (1991)
- Puerto Escondido, dirigida por Gabriele Salvatores (1992)
- Bonus malus, dirigida por Vito Zagarrio (1993)
- ¡Dispara!, dirigida por Carlos Saura (1994)
- Liberate i pesci, dirigida por Cristina Comencini (1999)
- Alla rivoluzione sulla due cavalli, dirigida por Maurizio Sciarra (2001)

### Director
- La vera vita di Antonio H. (1994)
- Interviste d'autore: Ettore Scola (1996)
- Beer & cigarettes, cortometraje (1997)
- Wine & cigarettes, cortometraje (1997)
- Ormai è fatta! (1999)
- Piazza Vittorio, documental (2000)
- Sono solo un artigiano - Intervista a Suso Cecchi d'Amico, documental (2001)
- I ragazzi di El Alamein, documental (2001)
- El Alamein - La linea del fuoco (2002)
- Tunnel della libertà, telepelícula (2004)
- Il Capo dei Capi, Serie de televisión 6 episodios (2007)
- Due partite (2009)
- Walter Chiari - Fino all'ultima risata, miniserie de televisión (2012)